# 出會橋
出會橋（であいばし、であいはし）は、大分県豊後大野市清川町の大野川水系奥岳川に架かる石造単アーチ橋である。出会橋、出合橋と表記されることもある。

## 概要
奥嶽川が轟川と合流する地点のすぐ上流に架かる橋である。アーチの径間は29.3mで、約80m上流に架かる轟橋に次いで日本国内第2位である。
この橋付近の奥嶽川の渓谷の峻崖にはしゃくし岩と呼ばれる柱状節理が見られ、石橋とともに絶景を成している。

## 歴史
1922年（大正11年）に国鉄犬飼線牧口駅（現JR九州豊肥本線豊後清川駅）が開業したことを契機に、牧口駅への交通の便を図るために、両岸の平石地区・轟地区の住民によって1924年（大正13年）に架けられた。

## 交通
- 自動車 - 道の駅きよかわから、以下のいずれかの経路で、高千穂方面へ約20分[5]
  - 国道502号 - 大分県道45号宇目清川線 - 大分県道688号中津留轟牧口停車場線
  - 国道502号 - 大分県道410号牧口徳田竹田線